# Hinojosa del Valle
Hinojosa del Valle es un municipio español, perteneciente a la provincia de Badajoz (comunidad autónoma de Extremadura).

## Situación
Hinojosa del Valle, villa de unos 620 habitantes, se sitúa al sur de Hornachos, en el borde meridional de la comarca de Tierra de Barros. Pertenece al partido judicial de Villafranca de los Barros. Está integrada dentro de la 'Mancomunidad Tierra de Barros-Río Matachel'. Limita también al norte con Ribera del Fresno, al oeste con Los Santos de Maimona, al sur con Usagre y al este con Llera. La extensión aproximada del territorio es 46 km². Se encuentra a una altitud de 450 m.

## Toponimia y gentilicio
Hinojosa del Valle debe su nombre al 'hinojo', planta aromática que prolifera en la zona, y a su situación geográfica, depresión del terreno recorrida por el arroyo Botoz. Existe otra corriente históricamente contrastada del nombre de "Hinojosa" , que hace referencia al marquesado de Hinojosa, señorío al que perteneció por un tiempo esta Villa, nacida a su vez de Hinojosa del Duero en Castilla y León. Fue un título concedido por el monarca Don Felipe III, un 11 de febrero de 1612 a Don Juan de Mendoza y Velasco, Caballero de la Real Orden de Santiago, de la que dependía gran parte de los territorios extremeños, incluido Hinojosa de Valle en la jurisdicción leonesa.
La denominación popular de "La Jina", por la que también es conocida la villa, se debe a la aspiración de la -h-, pronunciándola como -j-, y a la construcción en diminutivo femenino apocopado. Aunque también se apunta, que este nombre viene como legado colonizador de los almorriches que contribuyeron a la expansión del Nuevo Mundo, en concreto a la fundación de República Dominicana, donde "La Jina" pertenece a La Vega en República Dominicana, y está clasificado como: "Lugar poblado" (Ciudad, pueblo, villa, barrio, etc..)
Se desconoce el origen del gentilicio almorriche. Se cree que el término está asociado a la etimología de dos palabras anexas como "almohades" , que fueron una dinastía bereber marroquí que dominó el norte de África y el sur de la península ibérica desde el 1147 al 1269. El término "almo" queda unido al de "riche", que viene de la raíz francesa: "rico". De ahí la conjunción de "almo/rriche" que eran clanes dinásticos con sobrada ostentosidad económica.
La razón por la que se emplea esta definición del francés y no de la lengua castellana, es porque probablemente fuera acuñada por los Caballeros de la Orden del Temple, o Templarios, que como se sabe, fue una orden monástico/militar fundada por nueve caballeros franceses en la Edad Media, en el año 1.118 tras la primera cruzada, para proteger a los cristianos que peregrinaban a Jerusalén. 

## Historia
Según la obra cronista de Hornachos Ortiz de Tovar:... “esta población fue fundada en el s. XIII por Don Pedro Pérez, al tiempo de la conquista, reservando en ella la Mesa Maestral la dehesa de Vendehacas por los años 1240, dándole el nombre de Hinojosa en recuerdo a otra que había ganado con este nombre, quedando en la Orden de Santiago como encomienda”. 
La Orden de Santiago era una orden religiosa y militar que tras llevar a cabo la conquista de esta parte de la frontera, pasó a dominar el territorio en los siglos posteriores. Para ello se situaba en cada población la Casa de la Encomienda, lugar de almacenamiento de los recursos obtenidos y residencia de los comendadores. No quedan restos esta Casa en Hinojosa, si bien se conoce su situación, estructura y función mediante diferentes fuentes escritas. Ya en 1478 el comendador don Fernando de Trejo, llamado el "Comendador Viejo" y el más célebre conocido, había alzado una casa nueva sobre otra antigua. En los Libros de Visita de la Orden se recoge que en 1498: “Visitóse la casa de la Horden, la qual estava bien reparada y de la puerta adentro ay soberado en que se encierra el pan, aunque mas fuese, e una bodega”. Seguiría el modelo de casa mural de la zona, con pasillo de tránsito central y cuartos a los lados y corral al fondo. Después de varias ampliaciones, se sabe que quedó en desuso y ya en 1774 solo se tenían recuerdo de su existencia.
Algunos de sus vecinos formaron parte del descubrimiento y colonización del Nuevo Mundo:
- Bartolomé de Atalaya y Alonso García de Plaza, en la India en 1512.
- Diego Hernández y Juan López, en México en 1512.
- Juan Rubio, en 1527 en Yucatán.

En 1594 Hinojosa formaba parte de la provincia León de la Orden de Santiago y contaba con 130 vecinos pecheros.
Durante la Guerra de la Independencia, en 1.808, fueron destruidos los archivos que existían en el pueblo, perdiéndose los datos de la existencia de la villa durante la Edad Media. Se conservan algunos documentos, como recibos de pago e impuestos, la llamada de los mozos al servicio militar, el traslado de reos de Llerena a Hinojosa, etc. Resaltar el pago de servicios por la muerte de zorros y lobos. Dos veces al año se realizaba una cacería para acabar con estas fieras.
A la caída del Antiguo Régimen la localidad se constituye en municipio constitucional en la región de Extremadura. Desde 1834 quedó integrado en el partido judicial de Almendralejo. En el censo de 1842 contaba con 60 hogares y 240 vecinos.
Madoz, en su obra Diccionario Geográfico Estadístico Histórico, publicado en Madrid el año 1850, Tomo IX, la describe de la siguiente manera:
"Hinojosa del Valle: villa con ayuntamiento en la provincia de Badajoz (12 leguas), partido judicial de Almendralejo (4), audiencia territorial de Cáceres (19), diócesis de San Marcos de León en Llerena (5), capitanía general de Extremadura. Situada en un valle con clima cálido, reina el viento E. y se padecen tercianas é irritaciones: tiene 80 casas de 5 á 6 varas de altura, en una plaza triangular sin soportales y calles irregulares y empedradas á trozos: hay casa de ayuntamiento, cárcel y depósito en un mismo local; escuela de primeras letras dotada con 1,200 reales de los fondos públicos, y asisten 12 niños y 10 niñas; una iglesia parroquial dedicada á Ntra. Sra de los Ángeles, con curato de entrada y de provisión de S.M. á propuesta del tribunal especial de las órdenes militares, como correspondiente á la de Santiago, y en las afueras el cementerio que no ofende la salud: se surte de aguas potables en un pozo que hay en una calle y 3 fuentes en las inmediaciones, sirviendo para los ganados el riachuelo Botoz, que pasa a 15 pasos del pueblo.
En el siglo XIX existían unos tejares muy antiguos, pertenecientes a empresas familiares y dedicados a la fabricación de tejas, ladrillos y adobes; que fueron sepultados para la construcción de un campo de fútbol. Las caleras se situaban en las entradas del pueblo.
Hasta 1873 perteneció a la diócesis del Priorato de San Marcos de León, fecha a partir de la cual pasó a la jurisdicción de la diócesis de Badajoz.
A principios del siglo XX, el municipio sufrió un importante crecimiento demográfico, llegando a albergar más de 1500 habitantes. En la segunda mitad del siglo comienza el decrecimiento de la población, gran parte de los vecinos emigraron a otras comunidades o países. En Artá, localidad en la isla de Mallorca, se produjo un gran asentamiento de almorriches.

## Demografía
Hinojosa del Valle cuenta con una población de 480 habitantes (INE 2024).
| Gráfica de evolución demográfica de Hinojosa del Valle entre 1842 y 2021                                              |
| |
| Población de derecho según los censos de población del INE. Población de hecho según los censos de población del INE. |

## Patrimonio

### Monumentos
- Iglesia parroquial católica bajo la advocación de Nuestra Señora de los Ángeles, en la archidiócesis de Mérida-Badajoz.[5]

Se trata de una obra del siglo XVI edificada en estilo gótico-mudéjar, de inspiración Románico Decadente, con planta de tres naves de notable espacialidad sobre pilares ochavados y cabecera poligonal. Su componente más destacado es la torre de la fachada frontal, realizada en mampostería de piedra con cuerpo superior de ladrillo y remate almenado en el que se observan numerosos mechinales. En la parte baja ostenta una portada de ladrillo, sencilla pero de notable atractivo, con recerco de arco festonado y enmarque el alfiz. Otra adintelada, también de ladrillo, se abre en el lado del Evangelio. La torre de la iglesia terminaba en una cúspide de adoquines blancos, amarillos y azules, pero fue desmochada por un rayo en 1906. 
En el interior llama la atención el altar mayor, en el que se dispone como retablo una hornacina con una pintura mural al fondo, en cuyo intradós se desarrolla un Árbol de Jessé. La pintura representa al apóstol Santiago recibiendo de María un cinturón de caminante, y fue descubierta al retirar el retablo mayor, de estilo barroco. Otra pintura del mismo estilo sobre tabla, se sitúa en uno de los pilares de la nave. Según atribución no confirmada, se trata de obras de Antón Martín. Conserva el templo un óleo notable de la Virgen de los Reyes, firmado en 1865 por Agustín M. de Larra. También se albergan algunas tallas, como el retablo dedicado al Patrón de la población, el Santísimo Cristo del Arco Toral, reconstruido a finales de los 90. 
- La ermita de San Isidro, situada junto a la carretera de Hornachos, fue construía en 1958 y está dedicada al patrón de los agricultores. Se conoce la existencia de una ermita diferente en el siglo XVIII, dedicada a San José y situada en el 'camino del Sotillo', que quedó arruinada a finales de dicho siglo.

- El Pilar merece especial atención por ser centenario, construido en mampostería desde 1883. Está situado en la actual calle Eloísa Aguilar, frente al centro de salud. Su función era abastecer al pueblo con agua potable. Está formado por una pila grande, donde bebían los animales, y otra pequeña con dos caños, para el servicio del pueblo. Esta agua circulaba por una tubería de un manantial situado a 1 km del pueblo, concretamente en el Regajo la Mina. Hoy casi olvidado, en el pasado fue el punto de encuentro y lugar de tertulias de mozos y mozas durante el cotidiano acarreo de cantaras de agua para las casas.

### Artesanía
La tradición artesana más popular, típica y de identidad propia es el encaje de bolillo, caracterizado por el estilo de encaje de Brujas. Esta tradición nació en 1929 con Concha Sánchez Arjona, persona con destaca relevancia en aquella época que pasaba algunas temporadas en la localidad. Consciente de que las jóvenes del pueblo no podían realizar ningún trabajo sin salir de la localidad, decidió dedicar parte de su capital a instruirlas en materia de cultura y enseñarles el encaje de bolillos, que ella había aprendido en Sevilla. El taller fue denominado “Sindicato Católico Femenino de la Milagrosa”. Recomendada por la maestra del pueblo, Eloisa Aguilar, la fundadora instruyó en la labor del bolillo a Carmen Pizarro, que más adelante se encargó de enseñar a las demás chicas que constituían el taller. 
Los primeros trabajos realizados fueron vendidos a familiares y amigos de Doña Concha. El reconocimiento de esta labor aumentó, algunos de los trabajos realizados en el taller fueron reconocidos internacionalmente, como un manto utilizado en una recepción del presidente Kennedy o un pequeño bolso de comunión que se expone en un museo de Madrid.
Esta tradición perdió fuerza con el tiempo, debido a la dificultad y poca remuneración de la tarea. Sin embargo ha resurgido en los últimos años, con frecuencia se realizan cursos de aprendizaje y perfeccionamiento, y en el mes de septiembre tiene lugar el Encuentro nacional de encajes de bolillo.

### Gastronomía
Junto a la gastronomía típica de Extremadura, encontramos en Hinojosa del Valle recetas tradicionales que han pervivido con los años. Son los productos de la matanza, los platos de caza, los dulces y postres... Así encontramos platos como:
- Migas
- Escabeche de bacalao y sardinas
- Caldereta de cordero
- Guarrito frito
- Flores
- Gañotes

### Instalaciones deportivas
A pesar de tratarse de una localidad pequeña, Hinojosa del Valle dispone de un amplio complejo deportivo, formado por:
- Piscina
- Pista de Pádel
- Pista de Fútbol 7
- Pista de Tenis
- Pista de Fútbol
- Gimnasio
- Plaza de toros

## Fiestas y tradiciones locales
- Día de las Candelas: la noche del 2 de febrero, los grupos de amigos y familiares se reúnen en torno a grandes hogueras, en la que se libran de los malos espíritus o influencias dañinas en forma de 'pelele' situado en su punto más alto, y beben y comen para celebrarlo. La altura de la hoguera y la originalidad del muñeco obtienen su premio.

- Fiesta de los Antruejos: el jueves de la semana anterior a Carnavales, conocido como el Jueves de Compadre o 'día del tizne de los niños', los jóvenes del pueblo intentaban tiznar a las jóvenes con un corcho quemado, sobre todo a aquella que más le gustase. Las persecuciones terminaban al anochecer, al toque de misa. El jueves de la semana de Carnavales, conocido como el jueves de Comadre o 'día del tizne de las niñas', se intercambiaban los papeles. Esta tradición se perdió con la llegada del nuevo milenio.

- Entierro de la Sardina: el martes posterior a Carnavales, día antes del Miércoles de Ceniza, se celebra esta conocida tradición, donde los jóvenes del pueblo se disfrazan de viejas y viejos que lloran por la muerte de la Sardina, símbolo de lo profano y pagano del Carnaval, para dar paso a lo religioso, la Cuaresma. La simbólica sardina es quemada en una gran hoguera en la que después se asan sardinas y carne.

- San José: en este día es tradición marchar al campo de romería con la familia o amigos.

- San Isidro: el 15 de mayo se celebra el día de patrón de los agricultores. Los vecinos acuden a la ermita de San Isidro, donde se realizan una misa y procesión en honor al santo. Tras la celebración, los vecinos continúan la romería en las inmediaciones de la ermita, amenizados con una orquesta. Previo a la celebración, se lleva a cabo un concurso de carrozas. Algunos grupos de jóvenes decoran remolques y representan situaciones locales o de actualidad, llenas de humor y color. Estas carrozas son remolcadas hasta la ermita por tractores, y una vez allí se realiza la valoración de las mismas y se entregan los premios.

- Día de la Virgen: el 31 de mayo se saca la imagen de la Virgen María a la puerta de la iglesia, y se celebra una misa al aire libre en su honor.

- Semana Infantil: en julio se celebra una semana dedicada a la infancia, llena de actividades, juegos y eventos donde los más pequeños son los protagonistas.

- Fiestas del Emigrante: los días 13, 14 y 15 de julio se celebran estas fiestas dedicadas a todas las personas que emigraron a otros lugares y aprovechan sus vacaciones veraniegas para volver a su localidad natal y reencontrarse con sus familiares y amigos. La diversión y convivencia se apoderan esos días de las calles de Hinojosa, con una programación de actividades similar a la de las Fiestas del Cristo. El día 15 se celebra una misa en honor a la Virgen.

- Fiestas en honor del Santo Cristo del Arco Toral: las fiestas patronales de la localidad se llevan a cabo entre los días 12 y 16 de septiembre. Comienzan con el repique de campanas y tiro de cohetes a las 12 del mediodía. Las noches son amenizadas con una orquesta en la plaza de pueblo, y en los últimos años, discotecas móviles para la juventud. Al mediodía se ameniza la velada con una matiné. El día 15 se celebra una misa en honor al patrón del pueblo, el Santo Cristo del Arco Toral, y por la noche se celebra la Subasta del Ramo, en la que los vecinos ofrecen objetos que son subastados y cuyos fondos van destinados para la iglesia. Las tradiciones más destacables son el pasacalles de gigantes y cabezudos, a las 8 de la mañana; y la capea tradicional, celebrada normalmente el último día de fiestas. También se realizan otras actividades como competiciones deportivas, juegos infantiles, carreras de galgos, etc. La última noche se lleva a cabo una exhibición de fuegos artificiales, y se concluyen las fiestas con una chocolatada con churros y traca final.

- Día de Todos los Santos: tras la visita al cementerio para llevar flores a los seres queridos que ya no se encuentran con nosotros, los vecinos del pueblo se marchan de romería para pasar el día en el campo. También es conocido como la 'Gira de las Castañas'.

Nota: la palabra 'gira' es utiliza en la localidad como sinónimo de romería. Es muy común oír la expresión 'irse de gira al campo'.

### Semana Santa
- Domingo de Ramos: este día se celebra una procesión en la que cada vecino lleva una rama de olivo.
- Via Crucis: el martes se celebra una procesión representando los distintos momentos de Jesucristo en su camino hacia el Calvario.
- Procesión de los Encuentros: el miércoles se celebra esta curiosa procesión, en la que mujeres y hombres siguen distintos caminos. Las mujeres de la Hermandad del Santo Cristo sacan la imagen de la Virgen por un lado, acompañada por las vecinas del pueblo; y los hombres de la Hermandad sacan la imagen del Cristo cargado con la cruz, por otro lado, acompañado por los vecinos. Ambas procesiones se 'encuentran' en tres momentos, en los que se hace una lectura y se cantan saetas y oraciones. Tras el último encuentro, ambas procesiones se unen y continúan juntas su camino hacia la iglesia.
- Hora Santa: el Jueves Santo se celebra una misa en la que antiguamente el párroco lavaba los pies a 12 jóvenes del pueblo. Posteriormente se celebra la Hora Santa, desde las 23.00 horas hasta medianoche, velando la muerte la Cristo con oraciones y lecturas. El velatorio se prolonga toda noche, con la compañía silenciosa de vecinos y miembros de la Hermandad.
- Procesión del Santo Entierro: el Viernes Santo se celebra esta procesión del entierro de Cristo, representando su imagen dentro de un ataúd de cristal. Se realiza una subasta para portar los brazos de este paso.
- Procesión de la Soledad: el Viernes Santo también se celebra esta procesión. A medianoche, las mujeres salían a acompañar a la figura de la Virgen en el lamento por la muerte de su hijo, portando velas blancas y en absoluto silencio. En la actualidad, acuden tanto hombres como mujeres a esta procesión.
- Procesión del Cristo Resucitado: el Domingo de Resurrección se saca la imagen de Cristo Resucitado junto a la imagen de la Virgen, acompañados por el repique de campanas y tiros de las escopetas de los vecinos.
- Retín: el Lunes de Pascua es tradición que los vecinos vayan de romería a la ribera del río Retín, situado entre Hinojosa y Llera. Los niños sueles comer el 'bollo de Pascua', típico de la localidad. Todo comenzó como una romería a la que las familias y amigos acudían para comer y pasar el día en el campo, pero debido a la gran afluencia de gente fue cobrando más importancia y en la actualidad suele disponer de una orquesta, puestos de artesanía y regalos, atracciones de feria para los niños y carpas de discotecas para la juventud. A esta romería acuden muchos vecinos de localidades vecinas.

## Cuevas y Rutas
- Cueva del Bocarón o de los Ladrones: situada en la finca del mismo nombre, se trata de un lugar estratégico entre los montes que forman una especie de desfiladero. Era el paso de diligencias cerradas u escoltas que transportaban el dinero a Llerena, Capitanía General de Extremadura, y objeto de asaltos de los bandoleros de la época, cuyo refugio era esta cueva. En la actualidad se encuentra tapada y es difícil de encontrarla.
- Cueva del Oso: localizada bajo una roca de unos cincuenta metros de altura, con una profundidad de tres metros aproximadamente, se ubica en “Viña Vieja”.
- Cañada Real Leonesa: una de las principales vías pecuarias existentes en la Península fue la Cañada Real Leonesa, que parte de León y se divide en dos, terminando en Segura de León y a la altura de Montemolín. Atraviesa el término de Hinojosa del Valle, pasando por Peñaresbala, en el este; La Jarilla, de este a oeste, atravesando la carretera de los Santos en dirección al Hornillo y las Ventas. La vía medía 90 varas de ancho, unos 75m, y estaba señalizada con mojones de piedra, denominados “Miliarios”, muchos de ellos aun conservados. El ganado se trasladaba en verano de sur a norte y en invierno de norte a sur, en busca de mejores pastos, con todo lo que ello conlleva: esquileo, comercio, etc.
- Ruta del Agua: el río Botoz nace en “La Fuente de la Teja", en Usagre, y aunque la mayor parte del año no lleva mucha agua, ha llegado a desbordarse en algunas ocasiones. En el mismo río estaba la fontana, centro de encuentro donde las mujeres acudían a lavar la ropa. Próximo a la fontana existe un pozo mudéjar, llamado “Pozo de la Comunidad” o “Pozo de los Esquiladores”, cuya función principal era la de regar las huertas próximas o dar de beber al ganado. Si continuamos hacia el oeste por la misma ribera del río, descubrimos las huertas, todas con pozos para su mantenimiento; los restos de una antigua fuente y una noria, bien conservada pero en desuso. Dentro de la población encontramos la calle del Pozo, una de las más antiguas, denominada así por el pozo que se encontraba en ella, derruido en el año 77 y reconstruido en los 90 de forma más moderna. Y el Pilar, donde antes de existir agua corriente en las casas, se recogía de aquí para el uso diario. En la sierra del Calvo se sitúa el Pozo de la Zorra, llamado así por los zorros/as que bajaban a beber en él. En dirección a Los Santos nos encontramos “El Pozo del Chorrero”.
- Ruta de los Chozos
- Ruta de los Cortijos